# Goodrich Corporation
La Goodrich Corporation, anteriorment B.F. Goodrich Company, fou una empresa manufacturera estatunidenca amb seu a Charlotte (Carolina del Nord). L'empresa, fundada a Akron (Ohio) el 1870 com a Goodrich, Tew Co. per Benjamin Franklin Goodrich, canvià el seu nom a "B.F. Goodrich Company" el 1880, a BFGoodrich a la dècada del 1980 i a Goodrich Corporation el 2001. Originalment un fabricant de cautxú conegut pels seus pneumàtics per a automòbils, l'empresa anà diversificant els seus negocis manufacturers durant el segle XX i el 1986 es vengué la unitat de pneumàtics per centrar-se en els seus altres negocis, com ara el sector aeroespacial i els productes químics. Michelin, que adquirí la unitat de pneumàtics, continua utilitzant la marca BF Goodrich. Goodrich forma part de UTC Aerospace Systems des de la seva adquisició per United Technologies.